# مونتیو
مونتیو (به فرانسوی: Monthieux) یک کمون در فرانسه است که در Canton of Villars-les-Dombes واقع شده‌است.

## خصوصیات
مونتیو ۱۰٫۷۵ کیلومترمربع مساحت و ۵۹۵ نفر جمعیت دارد و ۳۰۵ متر بالاتر از سطح دریا واقع شده‌است.